# Connarus
Connarus, biljni rod iz porodice Connaraceae, dio reda Ceceljolike (Oxalidales). Pripada mu blizu 100 vrsta grmova, drveća i lijana u tropskim krajevima Amerike, Azije, Afrike i Australije.
Tipična vrsta je Connarus monocarpos L. Rod je opisan u Species Plantarum 2: 675. 1753. (1 May 1753).

## Vrste
1. Connarus acutissimus G.Schellenb.
2. Connarus africanus Lam.
3. Connarus agamae Merr.
4. Connarus andamanicus M.S.Mondal
5. Connarus annamensis Gagnep.
6. Connarus aureus C.Toledo
7. Connarus bariensis Pierre
8. Connarus beyrichii Planch.
9. Connarus blanchetii Planch.
10. Connarus brachybotryosus Donn.Sm.
11. Connarus bracteosovillosus Forero
12. Connarus celatus Forero
13. Connarus championii Thwaites
14. Connarus cochinchinensis (Baill.) Pierre
15. Connarus conchocarpus F.Muell.
16. Connarus congolanus G.Schellenb.
17. Connarus cordatus L.A.Vidal, Carbonó & Forero
18. Connarus coriaceus G.Schellenb.
19. Connarus costaricensis G.Schellenb.
20. Connarus culionensis Merr.
21. Connarus cuneifolius Baker
22. Connarus detersoides G.Schellenb.
23. Connarus detersus Planch.
24. Connarus ecuadorensis G.Schellenb.
25. Connarus elsae Forero
26. Connarus erianthus Benth. ex Baker
27. Connarus euphlebius Merr.
28. Connarus fasciculatus (DC.) Planch.
29. Connarus favosus Planch.
30. Connarus ferrugineus Jack
31. Connarus gabonensis Lemmens
32. Connarus grandifolius Planch.
33. Connarus grandis Jack
34. Connarus griffonianus Baill.
35. Connarus guggenheimii Forero
36. Connarus impressinervis B.C.Stone
37. Connarus incomptus Planch.
38. Connarus jaramilloi Forero
39. Connarus kingii G.Schellenb.
40. Connarus lambertii (DC.) Britton
41. Connarus lamii Leenh.
42. Connarus latifolius Wall. ex Planch.
43. Connarus lentiginosus Brandegee
44. Connarus longestipitatus Gilg
45. Connarus longipetalus Gagnep.
46. Connarus lucens G.Schellenb.
47. Connarus manausensis C.Toledo & V.C.Souza
48. Connarus marginatus Planch.
49. Connarus marleneae Forero
50. Connarus martii G.Schellenb.
51. Connarus megacarpus S.F.Blake
52. Connarus monocarpos L.
53. Connarus nervatus Cuatrec.
54. Connarus nicobaricus King
55. Connarus nodosus Baker
56. Connarus oblongus G.Schellenb.
57. Connarus odoratus Hook.f.
58. Connarus ovatifolius (Mart.) G.Schellenb.
59. Connarus panamensis Griseb.
60. Connarus paniculatus Roxb.
61. Connarus parameswaranii Ramam. & Rajan
62. Connarus patrisii (DC.) Planch.
63. Connarus peltatus Forman
64. Connarus perrottetii (DC.) Planch.
65. Connarus perturbatus Forero
66. Connarus pickeringii A.Gray
67. Connarus planchonianus G.Schellenb.
68. Connarus poilanei Gagnep.
69. Connarus popenoei Standl.
70. Connarus portosegurensis Forero
71. Connarus punctatus Planch.
72. Connarus ramiflorus C.Toledo & V.C.Souza
73. Connarus regnellii G.Schellenb.
74. Connarus renteriae Carbonó, Forero & L.A.Vidal
75. Connarus reticulatus Griseb.
76. Connarus rostratus (Vell.) L.B.Sm.
77. Connarus ruber (Poepp.) Planch.
78. Connarus salomoniensis G.Schellenb.
79. Connarus schultesii Standl. ex R.E.Schult.
80. Connarus sclerocarpus (Wight & Arn.) G.Schellenb.
81. Connarus semidecandrus Jack
82. Connarus silvanensis Cuatrec.
83. Connarus staudtii Gilg
84. Connarus stenophyllus Standl. & L.O.Williams ex Ant.Molina
85. Connarus steyermarkii Prance
86. Connarus suberosus Planch.
87. Connarus subfoveolatus Merr.
88. Connarus subinaequifolius Elmer
89. Connarus subpeltatus G.Schellenb.
90. Connarus thonningii (DC.) G.Schellenb.
91. Connarus tomentosus C.Toledo
92. Connarus touranensis Gagnep.
93. Connarus turczaninowii Triana & Planch.
94. Connarus venezuelanus Baill.
95. Connarus villosus Jack
96. Connarus vulcanicus J.F.Morales
97. Connarus whitfordii Merr.
98. Connarus wightii Hook.f.
99. Connarus williamsii Britton
100. Connarus winkleri G.Schellenb.
101. Connarus wurdackii Prance
102. Connarus xylocarpus L.A.Vidal, Carbonó & Forero
103. Connarus yunnanensis G.Schellenb.

## Sinonimi
- Anisostemon Turcz.; Bull. Soc. Nat Mosc. 20: I. 152 (1847)
- Canicidia Vell.; Fl. Flum. 184 (1825) 4: t. 139 (1827)
- Cynotoxicum Vell.; Fl. Flum. 197 (1825) 4: t. 186-188
- Erythrostigma Hassk.; Flora 25: II. Beibl. 45 (1842)
- Omphalobium Gaertn.; Fruct. 1: 217. t. 46 (1788)
- Tapomana Adans.; Fam. 2: 343 (1763)
- Tricholobus Blume; Mus. Bot. Lugduno-Batavi 1: 236 (1850)